# Flarken (Nordmalings socken, Ångermanland)
Flarken är en sjö i Nordmalings kommun i Ångermanland och ingår i Leduåns huvudavrinningsområde.